# Greg Phillinganes

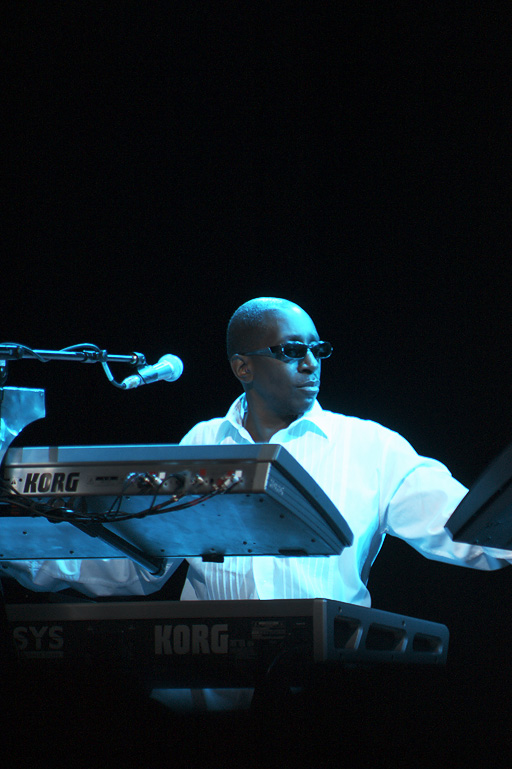
Greg Phillinganes (2007)

Greg Phillinganes (* 12. Mai 1956 in Detroit, Michigan) ist ein amerikanischer Session-Keyboarder und Sänger. Von 2005 bis zur vorübergehender Auflösung 2008 war er Mitglied der kalifornischen Rockband Toto, seit 2024 ist er erneut auf Konzerten für Toto tätig.

## Karriere
Phillinganes wurde 1975 von Stevie Wonder entdeckt und für seine „Wonderlove Band“ engagiert. Dort spielte Phillinganes von 1976 bis 1981. In dieser Zeit arbeitete er außerdem mit Quincy Jones zusammen für Billy Eckstine. 1981 veröffentlichte er dann sein Solo-Debütalbum Significant Gains. Mit dem Song I don’t want to be the one hatte er einen in der Soul-Szene sehr beachteten Hit. Viel Aufmerksamkeit in der Musikszene brachte ihm sein Mitwirken auf Donald Fagens Solo-Debüt The Nightfly ein.
Im Anschluss daran begann seine Zusammenarbeit mit Michael Jackson, für dessen Alben Off The Wall (veröffentlicht 1979) und Thriller (veröffentlicht 1982) Phillinganes an sämtlichen Liedern bis auf „Human Nature“ als Musiker beteiligt war.
Für das Album Thriller schrieb Jackson auch zusätzlichen Text für den Song Behind The Mask von Yellow Magic Orchestra, der aber nicht auf dem Album veröffentlicht wurde. Phillinganes nahm diesen Song für sein zweites Soloalbum Pulse (1984). Der Song wurde 1987 für Eric Clapton ein Top-20-Hit in Großbritannien. In der Folgezeit arbeitete Phillinganes mit Michael Jackson für viele seiner folgenden Alben zusammen, war auch Musical Director von zum Beispiel Michael Jacksons Dangerous-Tour. Phillinganes arbeitete zudem für viele andere Stars als Songwriter, Keyboarder oder auf Tour, zum Beispiel Lionel Richie, Paul McCartney, Al Jarreau, Aretha Franklin, Elton John, die Pointer Sisters, Babyface, Christina Aguilera, Richard Marx und Mick Jagger. Auch bei der Mitarbeit an Filmsoundtracks war er sehr aktiv. Am 26. Juli 1988 trat er bei einer Aftershow von Prince im Camden Palace in London als musikalischer Gast auf.
Im Jahr 2004 vertrat Greg Phillinganes Totos Keyboarder David Paich, der wegen eines ernsten Krankheitsfalles in der Familie abwesend war, bei einer Tournee. Von 2005 bis zu deren vorübergehender Auflösung im Mai 2008 gehörte er dann fest zur Band. Das Album Falling In Between, das im Frühjahr 2006 erschien, weist Phillinganes bereits als neues Mitglied der Band aus. Auf der Tour zum Album spielte er bei sämtlichen Konzerten mit, entweder gemeinsam mit Paich oder, außerhalb der Vereinigten Staaten, als einziger Keyboarder.
Für die 49. Grammy Awards 2007 war er als Arrangeur des Songs „Good Morning Heartache“ (gesungen von Chris Botti & Jill Scott) in der Kategorie „Best Instrumental Arrangement Accompanying Vocalist(s)“ (Bestes Arrangement mit Gesang) nominiert.
2014 war er Mitglied der House Band bei The Night That Changed America: A Grammy Salute to The Beatles. Im Sommer 2016 war er Teil der Band auf David Gilmours „Rattle That Lock“-Tour. Phillinganes lebt in Los Angeles. Seit 2024 ist Phillinganes erneut Mitglied der Band Toto.

## Diskografie

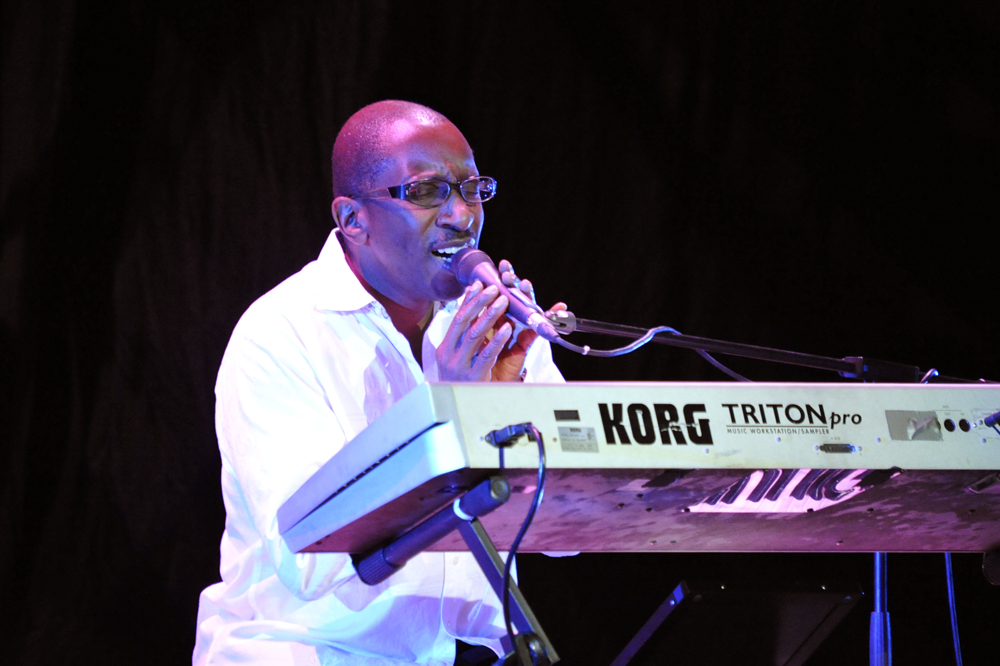
Greg Phillinganes, 2010

### Solo/mit Toto
- 1981: Significant Gains
- 1984: Pulse
- 2006: Falling In Between (Toto)
- 2007: Falling in Between Live (Toto)

### Alben anderer Künstler (Auszug)
- 1976: Songs in the Key of Life (Stevie Wonder)
- 1978: Destiny (The Jacksons)
- 1979: Off The Wall (Michael Jackson)
- 1981: The Dude (Quincy Jones)
- 1981: Love All The Hurt Away (Aretha Franklin)
- 1982: Thriller (Michael Jackson), Lionel Richie (Lionel Richie), So Excited (Pointer Sisters), The Nightfly (Donald Fagen)
- 1984: Dream Street (Janet Jackson)
- 1987: Primitive Cool (Mick Jagger), ESP (Bee Gees), Bad (Michael Jackson)
- 1989: Journeyman (Eric Clapton)
- 1991: 24 Nights (Eric Clapton)
- 1991: Rush Street (Richard Marx)
- 1993: My World (Ray Charles), Duets (Elton John)
- 1994: Merry Christmas (Mariah Carey), Return To Pooh Corner (Kenny Loggins)
- 1996: Secrets (Tony Braxton), Day (Babyface)
- 2001: Lovesongs (Babyface)
- 2002: Stripped (Christina Aguilera)
- 2016: Perpetual Gateways (Ed Motta)

### Soundtracks (Auszug)
- 1984: Streets Of Fire
- 1987: Over The Top
- 1989: Lethal Weapon 2
- 1998: Pleasantville
- 2001: Dr. Dolittle 2
- 2004: Dirty Dancing: Havana Nights